# دوري اسطنبول لكرة القدم 1947–48
دوري اسطنبول لكرة القدم 1947–48 (بالتركية: 1947-48 İstanbul Futbol Ligi)‏ هو موسم من دوري اسطنبول لكرة القدم ‏. فاز فيه نادي فناربخشه.